# 唾奇
唾奇（つばき、1991年8月4日 - ）は、沖縄県出身のラッパーである。Pitch Odd Mansion所属。本名新城安成。

## 来歴
17歳ごろからラップのリリック（歌詞）を書き始め、19歳ごろから曲を作り始めていた。2017年、音楽番組流派-Rで「最もアツいラッパー」に選ばれてから知名度が爆発的に上がった。
またこの年、Sweet Williamとのダブルネームで発表したアルバム「Jasmine」で注目され、高い評価を得る。

## 人物
- 沖縄県那覇市寄宮出身[2]。家庭環境は荒れており、不遇な幼少期を過ごした。その後は祖母に育てられる。
- ヒップホップは小学6年生の時、姉の彼氏の影響で聴いたキングギドラの「トビスギ」という曲に衝撃を受け、本格的に聴くようになる。中学生の時は一時期地元で流行っていたウェッサイを聴き、LGY（現LGYankees）などを聴いていた[3]。
- ラップを始める前はダンサーとして活動していたが、ライミング（韻を踏む事）にハマり、自分でSkypeで自作のラップを録音してラッパーとしての活動を始める[4]
- 名前の「唾奇」の由来は漫画、アニメの「ソウルイーター」のキャラクターの「椿」から来ているがそのままだとホストみたいなので、あえて汚いイメージの「唾」を使った事から来ている。[5]
- ドレッドヘアがトレードマークである。また、アニメやゲーム好きでもある。
- トラックメーカーで共に多数の曲を作ったSweet Williamとは唾奇が国際通りのバーで働いていた時、バーのスピーカーで流していた「SHUREN THE FIRE」を偶然、大学の卒業旅行で那覇市に観光で来ていたSweet Williamが聞き、店に入ってきたのが唾奇との出会いである[6]
- 吸っている煙草はechoを吸っていたが、FWCのラジオにて現在はアメスピを吸っているとのこと。タバコをこれ以上聞かないで欲しいと言っている。

## 作品
アルバム
- Jasmine （唾奇×Sweet William）
- 道 -TAO-
- Camellia